# Мартин Петров (писател)
 Тази статия е за писателя.  За футболиста вижте Мартин Петров.  
Мартин Димитров Петров е български писател и юрист. Административен секретар е на Фонд „Цар Борис и Царица Иоанна“ – Царски Дворец Врана. Владее английски и руски език.

## Биография
Роден е на 17 май 1999 г. в София, където са родени и родителите му Димитър и Цвета Петрови. Има по-голяма сестра – Анна, която е родена през 1996 г. Пише откакто е на 9 години, а първото му стихотворение е озаглавено „Войводата“. От същата 2008 г., той тренира активно кикбокс в СК „Радулов“, преди това той се занимава активно с плуване.
Средното си образование завършва в 133 СОУ „А.С. Пушкин“ с изучаване на руски език. Веднага след завършването си постъпва в Юридическия факултет при Софийския университет „Св. Климент Охридски“, специалност „Право“. Изучава и бакалавърска програма по „Психология“ в Нов български университет. Още в ученическите си години проявява подчертан интерес към историята на Третото българско царство, Царското семейство и войните за национално обединение (1912 – 1918), като в този период работи и в екипа на предаването История. БГ в Българската национална телевизия.
Първата си книга написва през февруари 2013 година, когато е на 13 години. Това е стихосбирката с патриотична поезия „Аз съм българче“. Заедно с нея излиза и втора стихосбирка, озаглавена „Забравената родина“. Основната тема в нея е незачитането на родината от днешната младеж и обратното, незачитането на младежта от родината.
През 2014 г. издава сборника с любовна лирика „Любовта е сила“. Писателят се е занимавал с актьорско майсторство, има и написан моноспектакъл, който намира място в първата книга с проза на Петров „Шах и мат“
През 2015 г. започва работа върху поредицата си „Млад родолюбец“, като вече е издадена първата книга от нея – „Началото“.
Освен с поезия и проза, Петров се занимава и с журналистика, пишейки за сайта delo.bg, бивайки водещ в Radio Vox и работейки в Българската национална телевизия като сътрудник производство и редактор.
След като постъпва на кадрова военна служба, служи в Националната гвардейска част и 38-и батальон за ЯХБЗиЕ. Паралелно с военната си служба провежда стаж в периода 2019 – 2023 г. в Софийски районен съд при 161 състав, където придобива практически опит в правната материя.
Член е на Царското историческо общество от 2021 г. В периода 2021 – 2023 г. стажува във Фонд „Цар Борис и Царица Иоанна“ – Царски Дворец Врана, а от 2023 г. е назначен за административен секретар.

## Книги
- „Аз съм българче“ (2013)
- „Забравената родина“ (2013)
- „Шах и мат“ (2015)
- „България през вековете. Началото“ (2015)
- „Споделени писма“ (2018)